# ليلى أحمد (إعلامية)
ليلى أحمد غلوم أكبر عبدالله إعلامية مؤلفة وناقدة  كويتية كما تشغل منصب الأمين العام بالإتحاد الأفريقي الأسيوي للسينما في دولة الكويت 

## مشوارها المهني
بدأت العمل آواخر الثمانينات بعد تخرجها من المعهد العالي للفنون في الكويت تخصص صحافة نقد أدب عملت كمقدمة في تلفزيون الكويت وقدمت برنامج «ستديو 300»
عملت في جريدة الوطن بعد التحرير حتى عام 1999 كانت توقع مقالاتها باسم مستعار «النحلة» على المقالات التي تقدمها في جريدة الوطن يوميا تحت عنوان (لسعة نحلة) وعرفت بآرائها النقدية الحادة كما قدمت برنامج يوميا ناقدا بعنوان (خارج منطقة التغطية) على قناة ام بي سي. وإنتقلت بعدها إلى الإمارات وعملت هناك لتعود بعدها إلى الكويت  عينت رئيسة قسمي الفنون والثقافة بجريدة «الوطن» عام 2017 إنتقلت ل قناة العدالة لتقديم برنامج عالسيف وبعدها برنامج لسعة النحلة

### تعينها أمينا عاما للإتحاد الأفريقي الأسيوي
في ديسمبر 2018 تم اختيارها من قبل الاتحاد الأفرو آسيوي للسينما الحديثة، لشغل منصب الأمين العام للاتحاد في دولة الكويت

### حياتها الأسرية
متزوجة ولديها ثلاثة أبناء

## أعمالها

### في التأليف
| سنة الإنتاج | المسرحية    |
| ----------- | ----------- |
| (2010)      | المجلس      |
| (2015)      | هذي خلاجينه |

### تقديم البرامج
| العام          | البرنامج          | عرض على        |
| -------------- | ----------------- | -------------- |
| (1992)- (1999) | ستديو 300         | تلفزيون الكويت |
| (1999)         | خارج نطاق التغطية | إم بي سي       |
| (2017)         | لسعة النحلة       | قناة العدالة   |
| (2018)         | عالسيف            | قناة العدالة   |